# Oliver Twist
Oliver Twist és una de les novel·les més famoses de Charles Dickens. Escrita entre 1837 i 1839, i publicada en fulletons mensuals, narra les aventures d'un jove orfe de l'Anglaterra del segle xix. El protagonista, que és pobre, resisteix la temptació del crim i es mou pels diferents ambients de Londres. Va ser traduïda en català el 1929 per Pau Romeva (traducció revisada per Joan Riba el 2011).

## Argument
Oliver és un petit orfe, és a dir, ha perdut tots dos pares, dels quals només posseeix un mocador de seda que li va brodar la seva mare quan era nen. Passa els seus primers anys a l'asil de la senyora Mann i, de la mateixa manera que la resta de nens de l'orfenat, Oliver pateix fam contínuament. Per consegüent, els nens decideixen jugar a qui d'ells demana més menjar i Oliver resulta ser el triat. Durant el sopar d'aquella nit i després de la seva ració normal, Oliver es dirigeix al director de l'orfenat i li demana més. A causa d'aquest episodi, és titllat de problemàtic pel senyor Bumble, el bidell i el director, que l'ofereix com a aprenent a qualsevol que el vulgui contractar. Així doncs, Oliver es converteix en aprenent de l'enterrador Sowerberry; no obstant això, es baralla amb un empleat de l'enterrador i decideix escapar-se a Londres.
Als afores de la ciutat, cansat i famolenc, coneix Jack Dawkins, que li ofereix un lloc on allotjar-se. Ple d'innocència, Oliver es veu immers en el món de la xurma londinenca i es troba enmig d'una banda de nois carteristes, dirigida pel trinxeraire Fagin. Londres és descrit com un laberint de carrers i carrerons, on Oliver és arrossegat i on es percep la pobresa, la brutícia i la delinqüència. En aquest món depravat, coneix una dona anomenada Nancy, que es guanya la vida al carrer.

## Temes
La infància és un dels temes més estimats per l'autor. Oliver Twist se centra, per primera vegada en la literatura anglesa, en la vida d'un nen com a protagonista que intenta reflectir el seu punt de vista sobre la realitat. Tot i que els inicis de la vida laboral d'Oliver recorden la novel·la picaresca, pels diferents amos i descripcions, el to depriment l'allunya de la paròdia d'aquest gènere.
Fagin representa un arquetip negatiu: un lladre que usa els nens per a aconseguir complir la seva avarícia. El seu retrat fa referència a les característiques de la caricatura dels jueus, motiu pel qual l'autor va ser acusat d'antisemitisme i va haver de compensar el personatge amb un jueu oposat en Our Mutual Friend.
Dickens oposa els mons del camp i de la ciutat: el primer presentat com a terra d'innocència i felicitat, oposat a la sordidesa urbana, un tema típic de la literatura des de Virgili i les seves Bucòliques.

## Estil
L'estil de Dickens és realista; abunden les descripcions sobre ambients i personatges, i es retraten les condicions de vida de les classes baixes amb duresa, a diferència del romanticisme. També és propi del realisme la crítica social de les condicions derivades de la industrialització. Tot i això, la subtrama identitària és romàntica, ja que té un mocador com a penyora i amors desgraciats.
La novel·la presenta un cert maniqueisme, amb personatges que són bons o dolents i que es reforcen amb símbols de la seva adscripció moral. Aquesta bondat o maldat és innata i no es veu afectada per l'ambient; fet que es pot observar en la puresa incorruptible d'Oliver, lluny del determinisme naturalista posterior.

## Adaptacions
L'èxit de la novel·la va provocar la seva adaptació al cinema en múltiples ocasions. En destaquen les versions de Frank Lloyd (1922), Oliver! (1968) i Oliver Twist (2005). També se n'han fet versions en dibuixos animats i musicals.
El 2012 va publicar-se una adaptació juvenil de Maria Mercè Estévez i Figuerola.